# Witheringia conspersa
Witheringia conspersa är en potatisväxtart som beskrevs av John Miers. Witheringia conspersa ingår i släktet Witheringia och familjen potatisväxter. Inga underarter finns listade i Catalogue of Life.